# El Butlletí Enciclopèdic de les Arts Nobles: escrit per una trobada d'arquitectes
El Butlletí Enciclopèdic de les Arts Nobles: escrit per una trobada d'arquitectes, va ser una revista bimensària publicada a Barcelona (Catalunya) entre 1846 i 1847. Els seus gravats van ser realitzats per la impremta de l'Agència General de Barcelona, de Joaquín Sardañons, que va fer possibles les publicacions dels diferents lliuraments.
La vida del diari va durar tot just un any, deixant la seva primera publicació l'1 d'abril de 1846 i la seva última el 15 de març de 1847. En les diferents seccions, es tractava principalment de temes de la indústria, arts i oficis.